# Fischerströmska gymnasiet
Fischerströmska gymnasiet är en kommunal gymnasieskola i Karlskrona kommun i Blekinge län.

## Utbildningsprogram
- "Carpe Diem" - ett program för elever med Aspergers syndrom och autismspektrumtillstånd
- Individuella programmet